# Еличев, Яков Михайлович
Яков Михайлович Еличев (6 [19] октября 1908, Курган, Тобольская губерния — 22 декабря 1989, Новосибирск) — советский строитель, государственный и партийный деятель, Герой Социалистического Труда (1958).

## Биография
Яков Еличев родился 6 (19) октября 1908 года в семье каменщика в городе Кургане Курганского уезда Тобольской губернии, ныне город — административный центр Курганской области. В семье было четверо детей.
Окончил 4 класса и по совету родителей стал учиться портновскому делу. Эта работа не нравилась Якову и он стал работать подручным у отца, учился мастерству каменщика. В 17 лет перешел на самостоятельную работу.
После смерти отца с женой Валентиной Сергеевной переехал в город Новосибирск, где жили её родители. С 1932 года работал на стройках Новосибирска каменщиком, принят на строительство административного здания треста «Запсибзолото». Затем работал каменщиком 2-го строительного участка треста «Томскрансстрой» Министерства транспортного строительства СССР. Участвовал в возведении зданий железнодорожного вокзала «Новосибирск-Главный», управления Западно-Сибирской железной дороги, корпуса НИИ механизации сельского хозяйства, многих жилых и производственных строений. Во время строительства железнодорожного вокзала стал бригадиром.
Без отрыва от производства окончил вечерние курсы повышения квалификации. Овладел специальностями каменщика, печника, трубоукладчика, обмуровщика котлов, арматурщика.
В годы Великой Отечественной войны со строительства жилья перешёл к возведению заводских цехов и промышленных печей. При постройке сушильной печи в сталелитейном цехе стрелочного завода придумал, как изменить технологию работы и облегчить труд каменщиков-огнеупорщиков. По его предложению массивная и дорогостоящая сплошная опалубка была заменена передвижным кружалом. Оно позволяло вести кладку свода стоя (раньше эту работу нужно было делать, низко наклонившись). Затем он предложил и более рациональное размещение кирпича и раствора, чтобы все у каменщика было под рукой, это помогало экономить силы и время.
Член КПСС.
Указом Президиума Верховного Совета СССР от 9 августа 1958 года за выдающиеся успехи, достигнутые в строительстве, присвоено звание Героя Социалистического Труда с вручением ордена Ленина и золотой медали «Серп и Молот».
После преобразования треста «Томскрансстрой» стал бригадиром каменщиков строительного управления № 17 треста «Запсибтрансстрой».
Был избран депутатом Новосибирского областного Совета двух созывов, делегатом XXI съезда КПСС.
В 1970 году вышел на пенсию.
Якову Еличеву было предоставлено право разрезать ленточку в честь открытия строительства Новосибирского метрополитена 12 мая 1979 года.
Яков Михайлович Еличев умер 22 декабря 1989 года в городе Новосибирске. Похоронен на Инском (Первомайском) кладбище города Новосибирска.

## Награды и звания
- Герой Социалистического Труда, 9 августа 1958 года
  - Орден Ленина № 327512
  - Медаль «Серп и Молот» № 9185
- Юбилейная медаль «За доблестный труд. В ознаменование 100-летия со дня рождения Владимира Ильича Ленина»
- Юбилейная медаль «Тридцать лет Победы в Великой Отечественной войне 1941—1945 гг.»[3]
- Юбилейная медаль «Сорок лет Победы в Великой Отечественной войне 1941—1945 гг.»
- Звание «Почётный гражданин города Новосибирска», 7 декабря 1967 года, за активное участие в строительстве города Новосибирска[4].
- Звание «Лучший каменщик Новосибирской области», 1958 год
- Почётные грамоты

## Память
- Мемориальная доска на здании строительного управления, Новосибирск, ул. Первомайская, 144/2.

## Семья
- Отец Михаил Дмитриевич Еличев — каменщик, занимался отхожим промыслом в сибирских городах, в Нижнем Новгороде, Казани. «Много по России походил, даже в Петербурге работал, а там не каждого с кельмой пускали на леса: вокруг дворцы такие стоят, что худо не сработаешь», — вспоминал об отце Яков Михайлович[5].
- Жена Валентина Сергеевна.
  - Сын Станислав, инженер.
  - Дочь Галина, воспитатель в детском саду.